# Évaluation du quarterback

Le quarterback Connor Deitz en 2012.

L'évaluation de quarterback (en anglais « passer rating »), appelée au Canada cote d'efficacité du quart-arrière, est une formule mathématique permettant d'évaluer de manière chiffrée les performances d'un joueur. Il n'existe pas de formule unique pour toutes les ligues de football américain ou canadien. On dénombre trois formules distinctes. La ligue américaine NFL partage sa méthode d'évaluation avec la ligue canadienne LCF, les deux autres méthodes étant régies respectivement par le championnat universitaire NCAA et l'Arena Football League.
Dans tous les cas, l'évaluation prend en compte quatre caractéristiques principales du jeu de passe. Elle combine les résultats concernant le pourcentage de passes complétées, le nombre de yards lancés, le nombre de touchdowns réussis et enfin le nombre d'interceptions concédées. Le système de l'évaluation du quarterback a été inventé par la NFL en 1973. Eu égard à son caractère purement mathématique, il a été décidé de l'appliquer rétroactivement aux performances réalisés par les quarterbacks, ce qui permet une comparaison assez objective de ces joueurs au cours de l'histoire. Plus tard, le football universitaire et les autres ligues ont adopté ce système.

## Modes de calcul
Comme dit précédemment, l'évaluation est déterminée par quatre facteurs. Cependant, selon les systèmes, les modes de calcul retenus diffèrent en ce qui concerne les coefficients et opérations affectés aux valeurs relevées. Les quatre facteurs seront déterminées par les lettres A, B, C et D.
Soit A le facteur prenant en compte le pourcentage de passes complétées, B le facteur prenant en compte le nombre de touchdowns lancés, C le facteur prenant en compte le nombre d'interceptions concédées et D le facteur prenant en compte le nombre de yards lancés.

### NFL et LCF
- A = {\displaystyle {{Completees \over Tentatives}\times 100-30 \over 20}}
- B = {\displaystyle \textstyle {Touchdowns \over Tentatives}\times 20}
- C = {\displaystyle \textstyle 2.375-\left({Interceptions \over Tentatives}\times 25\right)}
- D = {\displaystyle \textstyle \left({Yards \over Tentatives}-3\right)\times {1 \over 4}}

La formule est alors : E = {\displaystyle \textstyle {(A+B+C+D) \over 6}\times 100}
Certains facteurs sont encadrés ; ainsi, le pourcentage de passes complétés ne pourra être inférieur à 30 % ni supérieur à 77,5 % lors de l'opération et ce, même si le quarterback a réussi une moins bonne ou une meilleure performance dans ce domaine. Chaque facteur ne peut donc être supérieur à 2,375 ni inférieur à zéro. De ce fait, la note maximale pouvant être atteinte par l'intermédiaire d'une telle formule est de 158,3 points, ce qu'une minorité de quarterbacks a réussi à faire jusqu'à présent :
- Note maximale : {\displaystyle \textstyle {(2,375+2,375+2,375+2,375) \over 6}\times 100=158,3}

### NCAA
- A = {\displaystyle \textstyle {Completees \over Tentatives}\times 100}
- B = {\displaystyle \textstyle {Touchdowns \over Tentatives}\times 100}
- C = {\displaystyle \textstyle {Interceptions \over Tentatives}\times 100}
- D = {\displaystyle \textstyle {Yards \over Tentatives}}

La formule est alors : E = {\displaystyle \scriptstyle A+{B\times 3,3}-{C\times 2}+{D\times 8,4}}
Contrairement au système retenu par la NFL, le système universitaire n'encadre pas les facteurs par des limites, ce qui explique que les évaluations soient en moyenne supérieures quantitativement à celles enregistrées en NFL.

### Arena Football League
- A = {\displaystyle {{Completees \over Tentatives}\times 100-30 \over 20}}
- B = {\displaystyle \textstyle {Touchdowns \over Tentatives}\times 15}
- C = {\displaystyle \textstyle 2.375-\left({Interceptions \over Tentatives}\times 25\right)}
- D = {\displaystyle \textstyle \left({Yards \over Tentatives}-3\right)\times {1 \over 4}}

La formule est alors : E = {\displaystyle \textstyle {(A+B+C+D) \over 6}\times 100}
Comme dans la NFL et la LCF, chaque facteur ne peut être supérieur à 2,375 ni inférieur à zéro, ce qui permet là aussi d'atteindre un maximum tout en commettant quelques erreurs.

## Records

### National Football League
Pour un ordre d'idée, le record NFL de l'évaluation sur l'ensemble d'une carrière est détenu par Steve Young avec un score de 96,8. Il est actuellement devancé par Aaron Rodgers mais sa carrière reste en cours. Celui-ci détient en effet le record absolu pour un joueur comptant au moins 1 500 tentatives avec une évaluation de 98,4. Sur une saison, le record est détenu par Aaron Rodgers qui a atteint 122,5 points en 2011, et le record pour un rookie qui est de104,9 par Dak Prescott en 2016. La marque parfaite de 158,3 en NFL a été atteinte seulement lors de rencontres ponctuelles car il est difficilement imaginable de parvenir à un résultat parfait sur l'ensemble d'une saison. La marque parfaite a été atteinte à trente-trois reprises mais beaucoup de ces performances ont été réalisées lors de tactiques spéciales où le running back est amené à lancer le ballon pour surprendre l'adversaire et réaliser un gros gain. Ces performances n'ont pas réellement d'importance car l'évaluation parfaite vient alors sanctionner la réussite d'une seule passe lancée par un non-spécialiste. Par contre, plusieurs quarterbacks ont réussi à atteindre cette barre parfaite lors de matchs complets dont voici le détail ci-dessous :
| Quarterback        | Date              | Équipe                            | Adversaire                        | Comp | Tent | Yds | TD | Int |
| ------------------ | ----------------- | --------------------------------- | --------------------------------- | ---- | ---- | --- | -- | --- |
| Ray Mallouf        | 17 octobre 1948   | Chicago Cardinals, 63             | New York Giants, 35               | 14   | 18   | 252 | 4  | 0   |
| Sammy Baugh        | 16 octobre 1949   | Washington Redskins, 38           | New York Bulldogs, 14             | 16   | 20   | 254 | 4  | 0   |
| Otto Graham        | 10 octobre 1954   | Cleveland Browns, 31              | Chicago Cardinals, 7              | 14   | 18   | 266 | 3  | 0   |
| George Ratterman   | 7 novembre 1954   | Cleveland Browns, 62              | Washington Redskins, 3            | 10   | 11   | 208 | 3  | 0   |
| Milt Plum          | 5 octobre 1958    | Cleveland Browns, 45              | Pittsburgh Steelers, 12           | 13   | 14   | 197 | 2  | 0   |
| M.C. Reynolds      | 6 décembre 1959   | Chicago Cardinals, 21             | Lions de Détroit, 45              | 8    | 10   | 170 | 2  | 0   |
| Len Dawson         | 7 septembre 1963  | Chiefs de Kansas City, 59         | Denver Broncos, 7                 | 12   | 15   | 278 | 4  | 0   |
| Y. A. Tittle       | 10 novembre 1963  | New York Giants, 42               | Philadelphia Eagles, 14           | 16   | 20   | 261 | 3  | 0   |
| Frank Ryan         | 12 décembre 1964  | Cleveland Browns, 52              | New York Giants, 20               | 12   | 13   | 202 | 5  | 0   |
| Sonny Jurgensen    | 24 octobre 1965   | Washington Redskins, 24           | Saint-Louis Cardinals, 20         | 12   | 14   | 195 | 3  | 0   |
| Joe Namath         | 22 octobre 1967   | New York Jets, 33                 | Dolphins de Miami, 14             | 13   | 15   | 199 | 2  | 0   |
| Johnny Unitas      | 12 novembre 1967  | Baltimore Colts, 49               | Atlanta Falcons, 7                | 17   | 20   | 370 | 4  | 0   |
| Don Meredith       | 24 décembre 1967  | Dallas Cowboys, 52                | Cleveland Browns, 14              | 10   | 12   | 212 | 2  | 0   |
| Craig Morton       | 5 octobre 1969    | Dallas Cowboys, 38                | Philadelphia Eagles, 7            | 14   | 18   | 261 | 3  | 0   |
| Fran Tarkenton     | 25 octobre 1970   | New York Giants, 35               | Saint-Louis Cardinals, 17         | 15   | 18   | 280 | 5  | 0   |
| Daryle Lamonica    | 17 septembre 1972 | Oakland Raiders, 34               | Pittsburgh Steelers, 28           | 8    | 10   | 172 | 2  | 0   |
| Dick Shiner        | 16 septembre 1973 | Atlanta Falcons, 62               | Saints de La Nouvelle-Orléans, 7  | 13   | 15   | 227 | 3  | 0   |
| Bob Lee            | 14 octobre 1973   | Atlanta Falcons, 46               | Chicago Bears, 6                  | 11   | 13   | 181 | 2  | 0   |
| James Harris       | 20 octobre 1974   | Los Angeles Rams, 37              | San Francisco 49ers, 14           | 12   | 15   | 276 | 3  | 0   |
| Ken Anderson       | 3 novembre 1974   | Cincinnati Bengals , 24           | Baltimore Colts, 14               | 17   | 21   | 297 | 3  | 0   |
| Jim Hart           | 23 novembre 1975  | Saint-Louis Cardinals, 37         | New York Jets, 6                  | 11   | 13   | 242 | 2  | 0   |
| Dan Fouts          | 26 septembre 1976 | San Diego Chargers, 43            | Saint-Louis Cardinals, 24         | 15   | 18   | 259 | 4  | 0   |
| Scott Hunter       | 31 octobre 1976   | Atlanta Falcons, 23               | Saints de La Nouvelle-Orléans, 20 | 10   | 11   | 138 | 2  | 0   |
| Terry Bradshaw     | 19 décembre 1976  | Pittsburgh Steelers, 40           | Baltimore Colts, 14               | 14   | 18   | 264 | 3  | 0   |
| Steve Grogan       | 29 octobre 1978   | New England Patriots, 55          | New York Jets, 21                 | 15   | 19   | 281 | 4  | 0   |
| Brian Sipe         | 29 octobre 1978   | Cleveland Browns, 41              | Buffalo Bills, 20                 | 12   | 15   | 217 | 3  | 0   |
| Bob Griese         | 18 décembre 1978  | Dolphins de Miami, 23             | New England Patriots, 3           | 12   | 13   | 171 | 2  | 0   |
| Vince Evans        | 7 décembre 1980   | Chicago Bears, 61                 | Packers de Green Bay, 7           | 18   | 22   | 316 | 3  | 0   |
| Craig Morton       | 27 septembre 1981 | Denver Broncos, 42                | San Diego Chargers, 24            | 17   | 18   | 308 | 4  | 0   |
| Dave Krieg         | 24 décembre 1983  | Seattle Seahawks, 31              | Denver Broncos, 7                 | 12   | 13   | 200 | 3  | 0   |
| Steve Bartkowski   | 23 septembre 1984 | Atlanta Falcons, 42               | Houston Oilers, 10                | 11   | 13   | 195 | 3  | 0   |
| Ken O'Brien        | 2 novembre 1986   | New York Jets, 38                 | Seattle Seahawks, 7               | 26   | 32   | 431 | 4  | 0   |
| Steve Young        | 22 octobre 1989   | San Francisco 49ers, 37           | New England Patriots, 20          | 11   | 12   | 188 | 3  | 0   |
| Joe Montana        | 12 novembre 1989  | San Francisco 49ers, 45           | Atlanta Falcons, 3                | 16   | 19   | 270 | 3  | 0   |
| Ken O'Brien        | 23 décembre 1990  | New York Jets, 42                 | New England Patriots, 7           | 11   | 12   | 210 | 2  | 0   |
| Rich Gannon        | 15 octobre 1992   | Minnesota Vikings, 31             | Lions de Détroit, 14              | 8    | 10   | 146 | 2  | 0   |
| Bobby Hebert       | 12 septembre 1993 | Atlanta Falcons, 31               | Saints de La Nouvelle-Orléans, 34 | 14   | 18   | 243 | 3  | 0   |
| Mike Buck          | 17 octobre 1993   | Saints de La Nouvelle-Orléans, 14 | Pittsburgh Steelers, 37           | 10   | 11   | 164 | 2  | 0   |
| Drew Bledsoe       | 26 décembre 1993  | New England Patriots, 38          | Indianapolis Colts, 0             | 9    | 11   | 143 | 2  | 0   |
| Craig Erickson     | 11 septembre 1994 | Buccaneers de Tampa Bay, 24       | Indianapolis Colts, 10            | 19   | 24   | 313 | 3  | 0   |
| Dave Krieg         | 24 novembre 1994  | Lions de Détroit, 35              | Buffalo Bills, 21                 | 20   | 25   | 351 | 3  | 0   |
| Chris Chandler     | 25 septembre 1995 | Houston Oilers, 38                | Cincinnati Bengals, 28            | 23   | 26   | 352 | 4  | 0   |
| Jeff Blake         | 19 octobre 1995   | Cincinnati Bengals, 27            | Pittsburgh Steelers, 9            | 18   | 22   | 275 | 3  | 0   |
| Kurt Warner        | 3 octobre 1999    | St. Louis Rams, 38                | Cincinnati Bengals, 10            | 17   | 21   | 310 | 3  | 0   |
| Kurt Warner        | 1er octobre 2000  | St. Louis Rams, 57                | San Diego Chargers, 31            | 24   | 30   | 390 | 4  | 0   |
| Peyton Manning     | 22 octobre 2000   | Indianapolis Colts, 30            | New England Patriots, 23          | 16   | 20   | 268 | 3  | 0   |
| Doug Flutie        | 24 décembre 2000  | Buffalo Bills, 42                 | Seattle Seahawks, 23              | 20   | 25   | 366 | 3  | 0   |
| Peyton Manning     | 10 novembre 2002  | Indianapolis Colts, 35            | Philadelphia Eagles, 13           | 18   | 23   | 319 | 3  | 0   |
| Kerry Collins      | 22 décembre 2002  | New York Giants, 44               | Indianapolis Colts, 27            | 23   | 29   | 366 | 4  | 0   |
| Peyton Manning     | 28 septembre 2003 | Indianapolis Colts, 55            | Saints de La Nouvelle-Orléans, 21 | 20   | 25   | 314 | 6  | 0   |
| Chad Pennington    | 16 novembre 2003  | New York Jets, 31                 | Indianapolis Colts, 38            | 11   | 14   | 219 | 3  | 0   |
| Trent Green        | 14 décembre 2003  | Chiefs de Kansas City, 45         | Lions de Détroit, 17              | 20   | 25   | 341 | 3  | 0   |
| Peyton Manning     | 4 janvier 2004    | Indianapolis Colts, 41            | Denver Broncos, 10                | 22   | 26   | 377 | 5  | 0   |
| Ben Roethlisberger | 11 septembre 2005 | Pittsburgh Steelers, 34           | Tennessee Titans, 7               | 9    | 11   | 218 | 2  | 0   |
| Donovan McNabb     | 23 septembre 2007 | Philadelphia Eagles, 56           | Lions de Détroit, 21              | 21   | 26   | 381 | 4  | 0   |
| Tom Brady          | 21 octobre 2007   | New England Patriots, 49          | Dolphins de Miami, 28             | 21   | 25   | 354 | 6  | 0   |
| Ben Roethlisberger | 5 novembre 2007   | Pittsburgh Steelers, 38           | Baltimore Ravens, 7               | 13   | 16   | 209 | 5  | 0   |
| Ben Roethlisberger | 20 décembre 2007  | Pittsburgh Steelers, 41           | St. Louis Rams, 24                | 16   | 20   | 261 | 3  | 0   |
| Kurt Warner        | 14 septembre 2008 | Arizona Cardinals, 31             | Dolphins de Miami, 10             | 19   | 24   | 361 | 3  | 0   |
| Eli Manning        | 11 octobre 2009   | New York Giants, 44               | Oakland Raiders, 7                | 8    | 10   | 173 | 2  | 0   |
| Drew Brees         | 30 novembre 2009  | Saints de La Nouvelle-Orléans, 38 | New England Patriots, 17          | 18   | 23   | 371 | 5  | 0   |
| Tom Brady          | 25 novembre 2010  | New England Patriots, 45          | Lions de Détroit, 24              | 21   | 27   | 341 | 4  | 0   |
| Robert Griffin III | 18 novembre 2012  | Washington Redskins, 31           | Philadelphia Eagles, 6            | 14   | 15   | 200 | 4  | 0   |
| Nick Foles         | 3 novembre 2013   | Philadelphia Eagles, 49           | Oakland Raiders, 20               | 22   | 28   | 406 | 7  | 0   |
| Alex Smith         | 15 décembre 2013  | Chiefs de Kansas City, 56         | Oakland Raiders, 31               | 17   | 20   | 287 | 5  | 0   |
| Geno Smith         | 28 décembre 2014  | New York Jets, 37                 | Dolphins de Miami, 24             | 20   | 25   | 358 | 3  | 0   |
| Marcus Mariota     | 13 septembre 2015 | Tennessee Titans, 42              | Buccaneers de Tampa Bay, 14       | 13   | 16   | 209 | 4  | 0   |
| Ryan Tannehill     | 25 octobre 2015   | Dolphins de Miami, 44             | Houston Texans, 26                | 18   | 19   | 282 | 4  | 0   |
| Kirk Cousins       | 15 novembre 2015  | Washington Redskins, 47           | Saints de La Nouvelle-Orléans, 14 | 20   | 25   | 324 | 4  | 0   |
| Jared Goff         | 27 septembre 2018 | Los Angeles Rams, 38              | Minnesota Vikings, 31             | 26   | 33   | 465 | 5  | 0   |
| Russell Wilson     | 28 octobre 2018   | Seattle Seahawks, 28              | Lions de Détroit, 14              | 14   | 17   | 248 | 3  | 0   |
| Ben Roethlisberger | 8 novembre 2018   | Pittsburgh Steelers, 52           | Carolina Panthers, 21             | 22   | 25   | 328 | 5  | 0   |
| Lamar Jackson      | 8 septembre 2019  | Baltimore Ravens, 59              | Dolphins de Miami, 10             | 17   | 20   | 324 | 5  | 0   |
| Dak Prescott       | 8 septembre 2019  | Dallas Cowboys, 35                | New York Giants, 17               | 25   | 32   | 405 | 4  | 0   |
| Deshaun Watson     | 6 octobre 2019    | Houston Texans, 53                | Atlanta Falcons, 32               | 28   | 33   | 426 | 5  | 0   |
| Aaron Rodgers      | 20 octobre 2019   | Packers de Green Bay, 42          | Oakland Raiders, 24               | 25   | 31   | 429 | 5  | 0   |
| Lamar Jackson      | 10 novembre 2019  | Baltimore Ravens, 49              | Cincinnati Bengals, 13            | 15   | 17   | 223 | 3  | 0   |
| Tom Brady          | 26 décembre 2020  | Buccaneers de Tampa Bay, 47       | Lions de Détroit, 7               | 22   | 27   | 348 | 4  | 0   |
| Brock Purdy        | 9 novembre 2023   | San Francisco 49ers, 27           | Buccaneers de Tampa Bay, 14       | 21   | 25   | 333 | 3  | 0   |
| Lamar Jackson      | 31 décembre 2023  | Ravens de Baltimore, 56           | Dolphins de Miami, 19             | 18   | 21   | 321 | 5  | 0   |
| Tyler Huntley      | 31 décembre 2023  | Ravens de Baltimore, 56           | Dolphins de Miami, 19             | 1    | 1    | 19  | 1  | 0   |

### Ligue canadienne de football
Les meneurs en carrière dans la Ligue canadienne de football sont :
- Dave Dickenson (1997-2008) : 110,2[4]
- Trevor Harris (2012-2023) : 102,5 (actif)
- Zach Collaros (2012-2023) : 101,6 (actif)
- Ricky Ray (2002-2018) : 98,3
- Vernon Adams (2016-2023) : 98,1 (actif)

La meilleure performance pour une saison appartient à Ricky Ray, qui a conservé une cote d'efficacité de 126,4 en 2005.

### Championnat NCAA de football américain
En NCAA, les chiffres sont beaucoup plus élevés, eu égard au mode de calcul favorable. Le record sur l'ensemble d'un cursus est détenu par l'ancien quarterback de Boise State, Ryan Dinwiddie, avec un score de 168,9 entre 2000 et 2003. Le record sur une saison est détenu quant à lui par l'ancien quarterback de Tulane, Shaun King, avec un score de 183,3.

## Critiques
Le système a été établi en 1973. Beaucoup d'observateurs estiment que, même s'il constitue un moyen objectif de comparaison des performances des quarterbacks, ce système a vieilli en ce sens qu'il ne prend pas en compte l'évolution du football américain moderne. Il est possible de distinguer deux types de critiques présentes régulièrement dans les magazines américains ; celles visant les éléments pris en compte et celles visant les modes purement mathématiques de calcul.
En matière d'éléments pris en compte dans l'évaluation, la première critique formulée par les observateurs est que le système d'évaluation ne fait pas entrer en ligne de compte les yards engrangés à la course par les quarterbacks. Or, en 1973, ceci pouvait se justifier car à l'époque les courses tentées par les quarterbacks n'étaient pas du tout fréquentes. Mais progressivement, la NFL s'est assez largement ouverte à de nouveaux types de quarterbacks moins grands et plus mobiles comme Steve Young, John Elway, Brett Favre ou encore plus récemment Michael Vick, ce dernier faisant même de son jeu de course son atout principal. Cette ouverture aux quarterbacks de petite taille est d'ailleurs encore plus flagrante au sein de la LCF qui utilise pourtant depuis toujours le même système que celui de la NFL. C'est pourquoi certains journalistes ont préconisé la prise en compte des courses réalisées dans le système d'évaluation, comme le fait par exemple un article de The Sporting News en date du 13 décembre 2004. Les défenseurs du système actuel d'évaluation mettent cependant en avant que ce système n'a pour but, comme son nom l'indique (passer rating), que de mesurer la capacité à passer le ballon et ne constitue en aucun cas un classement de valeur brute du quarterback dans tout son registre de jeu. Ils ajoutent à cela que les statistiques à la course du quarterback sont par ailleurs comptabilisées comme pour les running backs, ce qui permet de ne pas éluder cette partie du jeu. En résumé, le système d'évaluation actuel des quarterbacks a pour unique finalité d'évaluer le geste de passe en avant à partir du moment où le ballon a quitté la main du quarterback.
La seconde critique majeure formulée est que les sacks encaissés par le quarterback ne sont pas comptabilisés dans le système de l'évaluation. Le célèbre historien du sport américain Bob Carroll, auteur de nombreux ouvrages sur le football américain, a ainsi proposé d'inclure dans le système d'évaluation les sacks encaissés par le quarterback afin d'éviter que, lors de situations périlleuses, certains ne préfèrent se faire délibérément plaquer plutôt que lancer une passe incomplète nocive à l'évaluation. Mais les institutions de la NFL restent sourdes à de telles critiques, estimant que le professionnalisme des quarterbacks de la ligue n'est pas à remettre en cause et qu'il est peu probable, eu égard au caractère collectif de ce sport, qu'un quarterback privilégie ses propres statistiques au détriment de l'intérêt de son équipe qui englobe par la même occasion le sien.
En matière de critique visant les modes de calcul, une critique développée par la presse américaine se situe au niveau de l'encadrement de certaines valeurs comme le pourcentage de passes réussies, qui sera de toute façon comptabilisé dans une fourchette comprise entre 30 % et 77,5 %. Or, ce pourcentage peut ne pas être compris dans une telle tranche en réalité. Beaucoup de journalistes s'accordent pour dire que ce système est injuste pour un quarterback qui complète par exemple 85 % de ses passes, ce qui sur un match est envisageable.
La seconde critique développée sur le plan arithmétique vise le poids jugé trop important du pourcentage de passes complétées par rapport par exemple à la moyenne de yards lancés par tentative. Dans un article de son numéro d'octobre 2001, le magazine américain GQ (Gentlemen's Quarterly) prend un exemple pour illustrer une telle critique. Soit deux quarterbacks A et B qui en trois passes lancent pour 30 yards et un touchdown chacun. Pour ce faire, A réussit trois passes de 10 yards alors que B manque ses deux premières tentatives avant de lancer une passe de 30 yards. A sera crédité d'une évaluation de 147,9 alors que celle de B ne s'élèvera qu'à 111,1 alors que le résultat des deux actions est finalement le même.